# Daimler-Benz DB 601
Daimler-Benz DB 601 je bil nemški batni letalski motor iz 2. svetovne vojne. DB 601 je bil 12-valjni prisilno polnjeni tekočinsko hlajeni viseč V-motor (60°) z močjo 1.100-1.450 KM - odvisno od različice. DB 601 je bil razvit iz DB 600, je pa DB 601 že imel direktni vbrizg goriva. Motor so licenčno proizvajali na japonskem kot Aichi Atsuta, Kawasaki Ha-40 in v Italiji kot Alfa Romeo kot R.A.1000 R.C.41-I Monsone. Skupno je bilo zgrajeno okrog 37.000 teh motorjev.

## Uporaba na letalih
DB 601
- CANSA FC.20
- Dornier Do 215
- Heinkel He 100
- Henschel Hs 130A-0
- Kawasaki Ki-60
- Messerschmitt Bf 109
- Messerschmitt Bf 110
- Messerschmitt Me 210
- Savoia-Marchetti SM.88

DB 606
- Heinkel He 119
- Heinkel He 177
- Messerschmitt Me 261

### Licenčna proizvodnja
Aichi Atsuta
- Aichi M6A
- Yokosuka D4Y

Alfa Romeo RA 1000 RC 41
- Macchi C.202
- Reggiane Re.2001

Kawasaki Ha-40
- Kawasaki Ki-61

## Specifikacije (DB 601 Aa)
- Tip: 12-valjni prisilno polnjeni tekočinsko hlajeni viseč V-motor (60°)
- Premer valja: 150 mm
- Hod bata: 160 mm
- Delovna prostornina: 33,93 l (2070,54 cu in)
- Dolžina: 1722 mm
- Teža: 590 kg (1300 lb)
- Polnilnik: enohitrostni centrifuhalni mehansko gnani polnilnik
- Gorivni sistem: Direktni vzbrizg
- Oljni sistem: z eno tlačno in dvema sesalnima črpalkama
- Hlajenje: tekočinsko
- Moč:
- 1159 KM (864,2 kW) pri 2500 pri obratih/min (vzlet)
- 1055 KM (787,0 kW) pri 2400 pri obratih/min na višini 3700 m (12100 ft)
- Specifična moč: 25,52 kW/l (0.56 KM/in³)
- Kompresijsko razmerje: 6,9:1
- Specifična poraba goriva: 270 g/(kW·h) (0,44 lb/(KM·h))
- Razmerje moč/teža: 1,47 kW/kg (0,89 KM/lb)